# Christoph Rothmann
Christoph Rothmann (né entre 1550 et 1560 à Bernbourg, mort en 1601 à Bernbourg) était un mathématicien allemand - l'un des astronomes les plus connus de son temps, tombé dans l'oubli au cours du XVIIe siècle. Ses recherches ont largement contribué à faire de Cassel un centre européen d'astronomie au XVIe siècle.

## Biographie
Si l'on ignore aujourd'hui encore la date de naissance de Christoph Rothmann, que l'on suppose entre 1550 et 1560, on connaît son lieu de naissance : Bernbourg (en allemand : Bernburg an der Saale). Son milieu social et familial est également inconnu. Après sa scolarité à domicile, il étudia la théologie et les mathématiques à l'université de Wittenberg, où il s'immatricule le 1er août 1575 sous le nom de Christophorus Rothmannus Bernburgensis, grâce au soutien du prince Joachim-Ernest d'Anhalt. Le 7  mars 1581, il obtient le grade de Maître es arts. Il s'enthousiasme pour l'astronomie, comme il l'avouera plus tard dans une lettre à Tycho Brahe.
Le 2 juin 1582, Rothmann s'inscrit sous le nom de M. Christophorus Rothmannus Bernburgensis au Gymnasium Illustre de Zerbst (Anhalt), qui ouvre ses portes le 30 janvier 1582. Il suit ainsi son frère, qui s'était déjà inscrit à Zerbst quelques jours plus tôt, le 14 mai 1582. Les deux frères sont inscrits dans le registre Zerbst comme boursiers du prince (probablement le prince Joachim-Ernest d'Anhalt (1536-1586)).
De 1584 à 1590, Christoph Rothmann travailla à l'observatoire du Landgrave Guillaume IV de Hesse-Cassel, passionné d'astronomie. La date exacte de son entrée au service du landgrave n'est pas connue, mais peut être retracée avec précision sur la base de la correspondance conservée : d'après celle-ci, Rothmann dut arriver à Cassel exactement le 15 novembre 1584. Ses recherches contribuèrent largement à faire de Cassel un centre de recherche important en astronomie.
En mai 1590, Rothmann entreprend un voyage à Uraniborg pour voir Tycho Brahe, qui le reçoit à Copenhague. Ils arrivent le 1er août 1590 sur l'île de Ven (île) où Rothmann reste jusqu'au 1er septembre 1590. Puis, rompant avec toutes ses obligations et habitudes, Rothmann ne rentre pas à Cassel, mais se rend dans sa ville natale de Bernbourg. Cela mit fin à son emploi à la cour de Cassel et par conséquent signa la fin de son travail sur le catalogue d'étoiles de Cassel. Les raisons ne sont pas connues, bien qu'il y ait une correspondance étendue entre Tycho Brahe et le Landgrave d'une part, et après quatre ans de silence, de Rothmann à Tycho d'autre part. Dans une lettre de 21 pages adressée à Rothmann, Tycho a tenté de persuader l'ancien astronome de Cassel de revenir, mais sans succès. Ce n'est qu'en 1597 que Rothmann offre ses services au nouveau landgrave Maurice de Hesse-Cassel, fils de Guillaume IV, pour terminer le travail sur le catalogue des étoiles. La réponse de Maurice n'est pas connue, mais il a probablement refusé du fait de la défection inopinée de Rothmann quelques années plus tôt.
Christoph Rothmann vécut à Bernbourg jusqu'à sa mort à l’été 1601, où il écrivit quelques écrits théologiques moins connus et moins importants.
Christoph Rothmann avait un frère, Johannes, qui séjourna plusieurs fois, entre autres en 1586 et 1587 à Cassel et participa aux observations. Johannes Rothmann, comme son frère, s'était immatriculé en 1578 à l'université de Wittenberg.

## Le catalogue stellaire de Cassel
Dès le début, le landgrave Guillaume IV de Hesse-Cassel, s'est efforcé de donner aux observations astronomiques du ciel une base empirique solide. Son principal intérêt était la détermination exacte des positions des étoiles fixes et de leurs distances mutuelles. Ils ont été le fondement de l'astronomie à cette époque (comme aujourd'hui) et surtout comme points de référence pour la mesure du mouvement planétaire.
Christoph Rothmann a calculé et exécuté le catalogue des étoiles de Cassel, une liste de 387 emplacements d'étoiles, entre 1585 et 1587 presque tout seul, mais avec l'aide experte du Landgrave. Il ne travaillait pas avec des instruments de grandes dimensions comme Tycho Brahe, mais utilisait des instruments métalliques de taille moyenne avec des dispositifs de visée précis, par exemple le quadrant azimutal ou le sextant. Grâce à la taille des instruments, Rothmann put atteindre des objectifs relativement plus précis que ceux qui auraient été possibles avec des instruments plus importants à l'époque. Il accorda également une grande attention aux horloges précises, qui ont été construites à Cassel par Jost Bürgi, également au service du Landgrave. Rothmann a également pris en compte la réfraction atmosphérique et a observé chaque étoile fixe plusieurs fois (voir Rothmann, Observatorium stellarum liber primus). Il a ainsi obtenu une précision d'environ 1,5' (1/20 de diamètre de Lune), dix fois meilleure que les données utilisées jusqu'alors par Claude Ptolémée et pratiquement aussi bonne que les mesures de Tycho Brahe.
Guillaume IV de Hesse-Cassel recevait des rapports quotidiens de Rothmann, fervent partisan de Copernic et de sa vision héliocentrique du monde.

## Importance de Rothmann
Au XVIe siècle, deux groupes de savants s'étaient distingués en Europe en élaborant de nouveaux catalogues d'étoiles plus précis. Tycho Brahe, d’une part, qui avait construit le célèbre observatoire d'Uraniborg à Ven (île) ; d’autre part, une équipe d’observateurs à Cassel, à la cour du Landgrave. Rothmann et Jost Bürgi (mathématicien et horloger suisse), y ont travaillé. Les deux groupes de travail ont maintenu un échange scientifique soutenu, comme en témoigne la correspondance étendue entre Cassel et Ven (île), et la reconnaissance sans réserve des réalisations de chacun. Les observations d'étoiles de ces deux groupes étaient les plus précises  réalisées jusqu'alors avec l'utilisation exclusive du principe de visée sur le viseur arrière et le viseur avant, jusqu'à ce que finalement, en 1610, l'invention du télescope révolutionne l'astronomie de fond en comble.
Une lettre entre Rothmann et Brahe, souvent citée par la suite, montre tout le dilemme de la physique de cette époque. Brahe, qui refusait la vision héliocentrique du monde de Nicolas Copernic, a soulevé l'objection suivante au mouvement de la terre dans une lettre à Rothmann : « Si la terre tourne vraiment d'ouest en est, alors un boulet de canon tiré dans le sens de la rotation de la terre doit voler beaucoup plus loin qu'un projectile tiré dans le sens opposé. » Rothmann répondit que le projectile et le canon participeraient tous deux au mouvement de la Terre et que son objection était donc sans fondement. Cependant, cela contredisait la conception aristotélicienne du mouvement qui était valable en Europe à l'époque. La contradiction, fondamentale pour l'époque, n'a pu être résolue qu'au milieu du XVIIe siècle avec la découverte de la gravité.
Le cratère lunaire Rothmann (42 km de diamètre) a été nommé d'après Christoph Rothmann.

## Écrits de Rothmann
- Astronomia: In qua hypotheses Ptolemaicae ex hypothesibus Copernici corriguntur et supplentur: et imprimis intellectus et usus tabularum Prutenicarum declaratur et demonstratur, manuscrit de 1580 (Universitätsbibliothek Kassel)
- Observatorium stellarum liber primus, Cassel 1589.
- Restitutio Sacramentorum, Goslar 1611 (texte théologique, posthume)
- Scriptum de cometa, qui anni Christi 1585 mensib. Octobri et Novembri apparuit. Édité par Willebrord Snell, in: Descriptio cometae, qui anno 1618 mense Novembri primum effulsit, Leyde, Elzevir, 1619, p. 69-156.
- Christoph Rothmann, Miguel A. Granada, Jürgen Hamel, Ludolf von Mackensen, Christoph Rothmanns Handbuch der Astronomie von 1589. Frankfurt/Main, Harri Deutsch 2003.  (ISBN 978-3-8171-1718-5)
- Christoph Rothmann's Discourse on the comet of 1585: an edition and translation with accompanying essays, by Miguel A. Granada, Adam Mosley, Nicholas Jardine. Leiden ; Boston : Brill, 2014.  (ISBN 978-90-04-26034-4)